# Nogometni klub Interblock
Nogometni klub IB 1975 Ljubljana je slovenski nogometni klub iz Ljubljane, ustanovljen leta 1975 kot NK Ježica. V sezoni 2005–06 je osvojil drugo slovensko ligo in se uvrstil v prvo slovensko ligo. V sezonah 2007–08 in 2008–09 je postal pokalni prvak Slovenije. Od leta 2012 nastopa le v mladinskih prvenstvih. 

## Zgodovina

### Nižjeligaška leta
Nogometni klub je bil na Ježici ustanovljen leta 1975. Do osamosvojitve je igral v nižjeligaških tekmovanjih, v devetdesetih pa je bil znan predvsem po uspešnem delu z mlajšimi selekcijami in šoli Braneta Oblaka. Pred sezono 1997–98 se je do tedaj tretjeligaški NK Factor Ježica združil z NK Črnuče in igral dve sezoni v drugi ligi. Povratek med drugoligaše jim je uspel v sezoni 2003–04, ko so zmagali v takratni tretji ligi - center in v dveh kvalifikacijskih tekmah za vstop v drugo ligo izločili Korte. V prvi sezoni so končali na 9. mestu in obstali v drugi ligi, že naslednje leto pa zmagali in se prvič v zgodovini kluba uvrstili v prvo ligo.

### Prva liga in prihod Pečečnika
Po slabem startu v sezono je na skupščini kluba oktobra 2006 prišlo do kadrovskih menjav v vodstvu kluba. Dotedanjega predsednika Matjaža Jakopiča je zamenjal podjetnik Jože Pečečnik. Prva igralska okrepitev pod novim vodstvom je bil nekdanji slovenski reprezentant Amir Karič, med zimskim prestopnim rokom pa se je klub še dodatno okrepil, med drugimi sta prišla Zoran Pavlovič in Marinko Galič. Marca 2007, pred nadaljevanjem prvoligaške sezone, se je klub preimenoval v NK Interblock in predstavil novo barvno podobo. Prišlo je tudi do menjave trenerja, Vojislava Simeunoviča je zamenjal Dragan Skočič. Po vsega eni prvenstveni tekmi, porazom z Nafto, se je na klop vrnil Simeunovič. Mesec in pol kasneje je na klop ponovno sedel Dragan Skočič. Klub je sezono zaključil na 9. mestu in si po dveh tekmah z drugouvrščenim drugoligašem, Bonifiko, zagotovil obstanek v prvi ligi.
Po uvodni sezoni in obstanku se je klub okrepil s številnimi igralci, med drugimi so prišli Ermin Rakovič, Martin Pregelj, Igor Lazič in občasni reprezentant Toga Eric Akoto. Klub je prvenstveno sezono končal na petem mestu, v pokalu se je uvrstil v finale in po zmagi nad Mariborom prišel do prve lovorike. Ob uvodu v novo sezono so z zmago nad Domžalami v Superpokalu dodali še drugo. Z zmago v pokalnem tekmovanju so si zagotovili prvi nastop v pokalu Uefa. V prvem kvalifikacijskem krogu so izločili črnogorsko Zeto, v drugem pa izpadli proti berlinski Herthi. Po neuspešnem startu v sezono je bil zamenjan trener, na mesto Skočiča je prišel Alberto Bigon. Zaradi zdravstvenih težav je klub vodil vsega en mesec, nasledil ga je Igor Benedejčič.

## Grb in klubske barve
Grb NK Interblock vsebuje prepoznavne simbole in barve rulete, ki jih proizvaja podjetja v lasti predsednika kluba. Osnovna barva kluba je rdeča, dopolnjujeta jo črna in bela. Ob nastopih v pokalu Uefa je klub uporabljal ime IB Ljubljana in spremenjeno inačico grba.
Pred menjavo imena in barvne sheme je klub z Ježice uporabljal modro-belo barvno kombinacijo.
- grb v pokalu Uefa (2008/09)
- grb NK Factor   (do 2007)

## Stadion
Stadion ŽAK je bil zgrajen leta 1930, posodobljen pa leta 1990. Objekt ima 2486 sedežev na pokriti tribuni in 1500 nepokritih sedežev. Poleg stadiona je pomožno igrišče in vadbeni poligon z dvema travnima igriščema. Gostil je številne atletske prireditve in domače tekme nogometne reprezentance do 21 let.

## Uspehi
- Pokal NZS: 2007/08, 2008/09
- Superpokal Slovenije:  2008
- Druga liga: 2005/06
- Tretja liga: 2003/04

## Znani nogometaši
- Marko Simeunovič
- Amir Karič
- Zoran Pavlovič
- Marinko Galič
- Muamer Vugdalič
- Igor Lazič
- Dario Zahora
- Eric Akoto
- Ermin Rakovič
- Aleksandar Rodić
- Danijel Brezič
- Darijan Matič
- Josip Iličić
- Robert Berić
- Denis Selimović